# Cultura Cajamarca
```
   [[Categoria:Estados extintos da América do Sul|Cultura Cajamarca, 
200
]]
```

A Cultura Cajamarca é uma cultura pré-incaica que surgiu no norte andino do Peru, perto da cidade de Cajamarca, da qual originou seu nome. 
Toda a área de Cajamarca foi dominada por estilos semelhantes aos da Cultura Chavín durante o primeiro milênio a.C.; como os sítios arqueológicos de Kuntur Wasi e Pacopampa podem domonstrar,  mas é a partir do século III até o século IX. (Período Intermédio Inicial) que a Cultura Cajamarca atinge seu mais alto nível de habilidade artesanal, formando seu próprio estilo. 
Essa cultura andina tinha características peculiares. A Cultura Cajamarca se destacou pelos seus têxteis, pela sua metalurgia e pela sua cerâmica; esta última é muito original e sofisticada. A cerâmica típica é formada por vasos trípodes, ou de três pernas. Eles viviam da agricultura e comércio (escambo), com evidências de que se relacionavam com a populações na costa e de outras regiões distantes. Tinham a sua própria língua, o culli, da qual ainda existem 62 palavras preservadas e que foram pronunciadas até Huamachuco. 

## Localização geográfica
A Cultura Cajamarca se estabeleceu no norte do Peru, onde se localiza o atual departamento de Cajamarca, entre os anos de 200  a 1300 de nossa era e ocupava três áreas principais: a bacia superior dos vales de Chancay, Lambayeque, Chayama e Chotano; as bacias superior e média dos vales de Jequetepeque e Chicama; e as bacias dos vales de Cajamarca e Crisnejas. Estendia-se do departamento do Amazonas até as cadeias montanhosas de La Libertad e norte de Ancash. Seu maior centro de influência e desenvolvimento era o vale de Cajamarca. O centro pré-inca de Cajamarca estava no ocupada hoje pelas províncias de Cutervo, Chota, Santa Cruz, Hualgayoc, San Miguel, Celendin, Contumazá, San Pablo, San Marcos, Cajabamba e Cajamarca no departamento Cajamarca; e pelas províncias de Sánchez Carrión e Otuzco, no departamento de La Libertad. Durante este período, assentamentos sobre colinas e fortes foram construídos, sugerindo que foi uma época de grande conflito, provavelmente como resultado do aumento da população.

## Estudos
Foi Rafael Larco Hoyle quem identificou e definiu a Cultura Cajamarca com base no estilo de sua cerâmica, em um relatório publicado em 1948. Nesta época, os arqueólogos franco-suíços Henry e Paule Reichlen determinaram uma seqüência geral do desenvolvimento da civilização de Cajamarca. em seis fases, do declínio da cultura Chavín ao período Inca. Posteriormente, no final da década de 1970 e início da década de 1980, foram acrescentados os estudos realizados pela Expedição Científica Japonesa à América Nuclear, sob a direção de Kazuo Terada, que estabeleceram novas fases arqueológicas, especialmente nos primeiros tempos, que no aspecto geral se alinhavam as fases determinadas anteriormente. 
Na década de 1930, Julio C. Tello estudou parte dos artefatos dessa cultura, que ele chamou de Marañón e que outros arqueólogos chamaram de Huamachuco. 

## Periodização
Henry Reichlen, que estudou a área de Cajamarca entre 1947 e 1948, periodizou a civilização de Cajamarca em 6 fases, desde o final do Período Chavin até a Chegada dos Incas: 
- Torrevitas Chavín, 500 a.C.-100 a. C.
- Cajamarca I (Cajamarca inicial), 100 a.C.-100 d. C.
- Cajamarca II (Cajamarca nascente), 100-500 d. C.
- Cajamarca III (Cajamarca média), 500-850 d. C.
- Cajamarca IV (Cajamarca tardia), 850-1450 d. C.
- Cajamarca V (Cajamarca final), 1470-1532 d. C.

As fases de Cajamarca I a III, constituem a cultura Cajamarca propriamente dita.
Em 1980, os arqueólogos japoneses Matsumoto e Terada, com base em estudos nos campos da Huacaloma, Layzón e outros estabeleceram novas fases arqueológicas, que remontam o desenvolvimento cultural anterior da região, e que geralmente apoiam e complementam a periodização anterior: 
- Huacaloma Precoce (1500-1000 a.C) Pré-Chavín.
- Huacaloma Tardío (1000-550 a.C). Contemporânea a Chavín.
- Layzón Precoce (550-250 a.C)
- Layzón (250-50 a.C). Paralela às culturas Salinar e Cajamarca
- Sequências posteriores sucessivas.

#### Cajamarca I
É a fase inicial de Cajamarca. Coincide com o Período Intermédio Inicial e surge no ano 100 a.C. Existem achados arqueológicos correspondentes a esse período nos Montes Chondorko e Callapoma. São cemitérios profanados nos quais foram encontradas várias tumbas de pedra no formato de pequenas caixas. 
Este período destaca-se pela cerâmica em argila de caulim com motivos nas cores vermelho, laranja ou preto, geralmente desenhada no fundo creme natural da argila. 
Durante este período, os habitantes dessa cultura viviam em encostas ou nos cumes dos montes; sua principal atividade era a agricultura e, de acordo com a pesquisa realizada no sítio de Iscoconga, o milho era a principal cultura. 
No início de 1980, os arqueólogos japoneses K. Terada e Y. Onuki identificados traços desta fase nos sítios arqueológicos de Huacaloma e de Layzon e as denominou  Cajamarca inicial. Eles descobriram semelhanças na cerâmica com a área de Huaraz e da costa de La Libertad, que fez presumir a existência de um comércio fluido entre estas regiões. 

#### Cajamarca II
Esta fase foi localizada no monte Chondorko. Destaca-se pela abundância de cerâmica na forma de copos circulares, além dos relevos na arquitetura e na construção de chullpas (torres funerarias). 
As decorações da fase de Cajamarca II são semelhantes às encontradas nas culturas Recuay, Moche e Huamachuco. Também demonstra que na zona cultural dos Andes do norte do Peru houve uma constante troca com as culturas dos Andes do sul do Equador.

#### Cajamarca III
Esta fase estendeu-se de 500 a 800 d. C. É o momento em que ocorreu o apogeu dos estilos cursivos clássicos e cursivos florais, incorporados em suas cerâmicas. No final deste período e no início do seguinte (Cajamarca IV), Cajamarca se tornou um centro onde os estilos mais variados produzidos no Peru convergiram.
Em Huamachuco (sul de Cajamarca e norte de La Libertad) há uma forte influência destes estilos cerâmicos de Cajamarca. Acredita-se que neste momento uma vigorosa corrente cultural de Cajamarca irradiou para o Callejón de Huaylas, via Huamachuco. Se as relações entre Cajamarca e Huamachuco são evidentes, o problema é como explicá-las. Lumbreras acha que o estilo de Cajamarca foi popularizado e distribuído pelos Huari, que, presumivelmente, invadiram e conquistaram a região, mas a mesma influência também é evidente em fases posteriores, quando os Huari tinha deixado completamente a região.
O final desta fase marca o fim da Cultura Cajamarca propriamente dita. As fases seguintes mostram a imposição de outras tradições culturais.